# 嚴家訓
嚴家訓（1898年8月11日—1938年4月28日），字誨誠，男，雲南省富民縣永定鎮人，陸軍中將，生於光緒二十四年農曆六月二十四日，抗日战争爆发后，带领部队奔赴前线，英勇杀敌，在臺兒莊大戰中殉國。

## 生平[1]
- 幼年喪父，家境貧寒，15歲賣身從戎，離家時，其母給他做了雙新布鞋，他捨不得帶走，偷偷留下家中給兄弟，自己穿著雙草鞋出門而去。 因他身材魁梧，作戰勇敢，被選入唐繼堯的佽飛軍。當時龍雲任佽飛軍大隊長。父親為人忠厚，克己待人，深得軍中將士好評。
- 1923年升任排長，娶武錫珍為妻。
- 1927年，雲南發生六．一四事變，軍界的三個頭面人物爭當省主席，其中兩個將執掌實權的龍雲軟禁起來，脅迫讓位。龍雲的李氏夫人心急如焚，親筆修書，讓嚴家訓化裝冒險奔告盧漢，搬來救兵，及時解救龍雲脫險。龍雲任省主席後，破格提拔其為雲南省政府衛士大隊長。
- 雲南省剿匪大隊長
- 1931年，雲南步兵第三旅第六團團長
- 國民革命軍第六十軍第183師541旅1082團少將團長

- 1984年11月28日中華人民共和國民政部授予烈士榮譽稱號

## 事跡[2]
1937年10月，六十軍出征抗日時，本無他名字，但是，嚴家訓報國心切，一再向龍雲請求出征抗日。

嚴家訓說：從軍以來，內戰打過不少，但都是自己人打自己人。「此次日寇侵華，一定要讓我去打打侵略者。」

龍雲認為：嚴家訓要求出征殺敵心切，便同意他出征。但是，他是少將，理應調任旅長，可旅長已經安排滿了。

龍雲說：只好委屈你了，去擔任1082團團長。

嚴家訓說：我不是要當官，我是要出征殺敵，只要主席批准，我的意願足矣。